# Jean-Claude Vaucard
 (février 2024).
Si vous disposez d'ouvrages ou d'articles de référence ou si vous connaissez des sites web de qualité traitant du thème abordé ici, merci de compléter l'article en donnant les références utiles à sa vérifiabilité et en les liant à la section « Notes et références ».
Jean-Claude Vaucard, né le 14 octobre 1941, est un ancien pilote de rallye amateur français.

## Biographie
Après avoir commencé sa carrière sur Renault 8 Gordini puis être passé sur Proto Simca 1000, son rallye français de prédilection a été le Rallye des Vosges, qu'il a terminé second en 1981 et troisième en 1980 ; il a aussi fini le Rallye de Lorraine (comptant pour le championnat européen) en 4e position en 1981 et en 6e position en 1980. L'ensemble de ces résultats a été acquis sur Talbot Sunbeam Lotus.
Il a participé à la mise au point de la Simca 1000 Rallye 2 Compresseur comme ingénieur au sol sur le Circuit de Mortefontaine dans l'Oise. Avec cette auto, il a remporté le Rallye des Ardennes en 1973 et 1974, le Rallye du Gard 1977 et de nombreux podiums.
La Simca Rallye 2 compresseur a été la seule de sa gamme à remporter des rallyes (Simca a aussi lancé une Rallye 1 homologuée en Groupe 2 sous l’appellation Rallye 2 qui a terminé 21e du Rallye Monte Carlo en 1973).
Bénéficiant de l'appui du Service course de Simca, la voiture fut particulièrement élaborée et efficace. Elle a notamment bénéficié des trains triangulés, d'un gros compresseur Danger Constantin, d'une boite cinq vitesses Bouhier Lamé, d'un gros aileron, d'une carrosserie tout en polyester, d'un bavolet spécifique et de quatre phares type « Gordini ». Elle était l'une des deux seules autos en configuration deux portes. La voiture a été reconstruite en 2021 par Anthony Debacq.
Son navigateur a été Hubert Arnould, futur président du musée CAAPY (le musée Simca, ouvert à Poissy en 2004) et ancien directeur du service des essais moteurs de l'usine de Poissy.
Il a aussi été, grâce à Jean Todt, ingénieur en chef chez Peugeot Sport en rallye, travaillant sur les Peugeot 205 Turbo 16 et 206 T16, et en rallye-raid puis rallye directeur technique chez Citroën Sport grâce à Guy Fréquelin (surtout pour les Citroën Xsara Kit Car et WRC, puis la Citroën C4 WRC, conçues à Satory). Il a enfin travaillé chez Volkswagen.
Retraité, il a encore une activité mécanique sportive pour des véhicules de Racecar Euro Series, essentiellement en sein du Team JG.

## Palmarès

### Titres
- Champion de France de deuxième division des rallyes: 1981 (1re édition), sur Talbot Sunbeam Lotus du Talbot Racing team.